# 半熟ラバーズ/まってたんだNEO
「半熟ラバーズ/まってたんだNEO」（はんじゅくラバーズ/まってたんだネオ）は、シーモネーター（現・SEAMO）&DJ TAKI-SHITの3枚目のシングル。

## 解説
- 3枚目のシングルとして、2002年12月4日にソニーレコードよりリリースされた。
- 彼らにとってのラストシングルである。
- 「半熟ラバーズ」のPVには、冒頭に笑福亭鶴光、元『egg』のモデルの出口佳代が出演。PV内でシーモネーターは下半身を露出している（該当部分はモザイク処理されている）。
- 「半熟ラバーズ」は2011年にリリースされたSEAMOのコラボベストアルバム『コラボ伝説』にも収録されている。

## 収録曲
1. 半熟ラバーズ
作詞：高田尚輝/新美大祐　作曲：滝川浩二
HOME MADE 家族のMICROが参加している。
歌詞が卑猥なため、放送禁止になったラジオ局が多かった。
2. まってたんだNEO
作詞：高田尚輝　作曲：滝川浩二
インディーズ時代の楽曲「まってたんだ」のリメイク曲である。
3. 浪漫ストリーム（DJ JIN X-treme Remix）
4. モストデンジャラスボーイ（DJ KOHNO Remix）
5. 半熟ラバーズ（Instrumental）
6. まってたんだNEO（Instrumental）